# Stamgods
Stamgods, eller stamsäte, syftade på den gård som var en adelsätts ursprungliga gods. Stamgods kunde också med tiden avse ett gods som länge varit i ättens ägo och sågs som den viktigaste/längst ägda.